# 佩利納
50°17′8″N 36°31′6″E / 50.28556°N 36.51833°E
佩利納（羅馬化：Pylna）是位於烏克蘭東部的村莊，由哈爾科夫州哈爾科夫區的利普齊市鎮負責管轄。該村始建於1885年，面積0.69平方公里，海拔高度130米，2001年人口220，人口密度每平方公里318.8人。